# 大瑟尔克
大瑟尔克是奥地利施蒂利亚州利岑县的一个市镇。总面积20.83平方公里，总人口511人，人口密度24.5人/平方公里（2005年）。